# ويليام براون (سياسي كندي)
ويليام براون هو سياسي كندي، ولد في 1838. انتخب عضو الجمعية التشريعية لكولومبيا البريطانية ‏ (1874 – 1882).